# Ajay Mitchell
Ajay Mitchell (Ans, 25 giugno 2002) è un cestista statunitense con cittadinanza belga, professionista nella NBA con gli Oklahoma City Thunder.

## Carriera
Nato e cresciuto in Belgio, cresce nelle giovanili del Limburg United. Dopo aver trascorso tre anni al college giocando per i UCSB Gauchos, nel 2024 viene selezionato con la 38ª scelta assoluta al Draft NBA dai New York Knicks e subito ceduto agli Oklahoma City Thunder.

## Statistiche

### College
| Anno      | Squadra      | PG | PT | MP   | TC%  | 3P%  | TL%  | RP  | AP  | PRP | SP  | PP   |
| --------- | ------------ | -- | -- | ---- | ---- | ---- | ---- | --- | --- | --- | --- | ---- |
| 2021-2022 | UCSB Gauchos | 27 | 23 | 32,1 | 53,1 | 32,7 | 75,0 | 2,2 | 3,7 | 0,8 | 0,2 | 11,6 |
| 2022-2023 | UCSB Gauchos | 35 | 35 | 33,8 | 50,6 | 26,7 | 81,3 | 2,7 | 5,1 | 1,3 | 0,3 | 16,3 |
| 2023-2024 | UCSB Gauchos | 29 | 29 | 31,5 | 50,4 | 39,3 | 85,8 | 4,0 | 4,0 | 1,2 | 0,4 | 20,0 |
| Carriera  | Carriera     | 91 | 87 | 32,5 | 51,1 | 33,2 | 81,8 | 3,0 | 4,3 | 1,1 | 0,3 | 16,1 |

### NBA

#### Regular Season
| Anno       | Squadra          | PG | PT | MP   | TC%  | 3P%  | TL%  | RP  | AP  | PRP | SP  | PP  |
| ---------- | ---------------- | -- | -- | ---- | ---- | ---- | ---- | --- | --- | --- | --- | --- |
| 2024-2025† | Oklahoma Thunder | 36 | 1  | 16,6 | 49,5 | 38,3 | 82,9 | 1,9 | 1,8 | 0,7 | 0,1 | 6,5 |
| Carriera   | Carriera         | 36 | 1  | 16,6 | 49,5 | 38,3 | 82,9 | 1,9 | 1,8 | 0,7 | 0,1 | 6,5 |

#### Playoffs
| Anno     | Squadra          | PG | PT | MP  | TC%  | 3P%  | TL%  | RP  | AP  | PRP | SP  | PP  |
| -------- | ---------------- | -- | -- | --- | ---- | ---- | ---- | --- | --- | --- | --- | --- |
| 2025†    | Oklahoma Thunder | 12 | 0  | 7,0 | 45,7 | 38,5 | 80,0 | 0,8 | 0,8 | 0,2 | 0,0 | 3,4 |
| Carriera | Carriera         | 12 | 0  | 7,0 | 45,7 | 38,5 | 80,0 | 0,8 | 0,8 | 0,2 | 0,0 | 3,4 |

## Palmarès
- Campionato NBA: 1

Oklahoma City Thunder: 2025